# 武汉二七长江大桥
武汉二七长江大桥是一座位于湖北省武汉市内的跨越长江的公路大桥，也是武汉二环线北端跨长江通道，是武汉第七座长江大桥。北接汉口发展大道，南抵武昌和平大道。其正桥长2922米，总长6507米，两个主跨均为616米，是目前世界上最长的三塔式斜拉索桥。
本桥已于2011年12月31日通车。然而，多家媒体指称大桥为了赶在2011年通车，导致工期过于紧张，难以保障施工质量。相对的，官方称工期的缩短是因为采用了新技术，质量可以放心。

## 相册

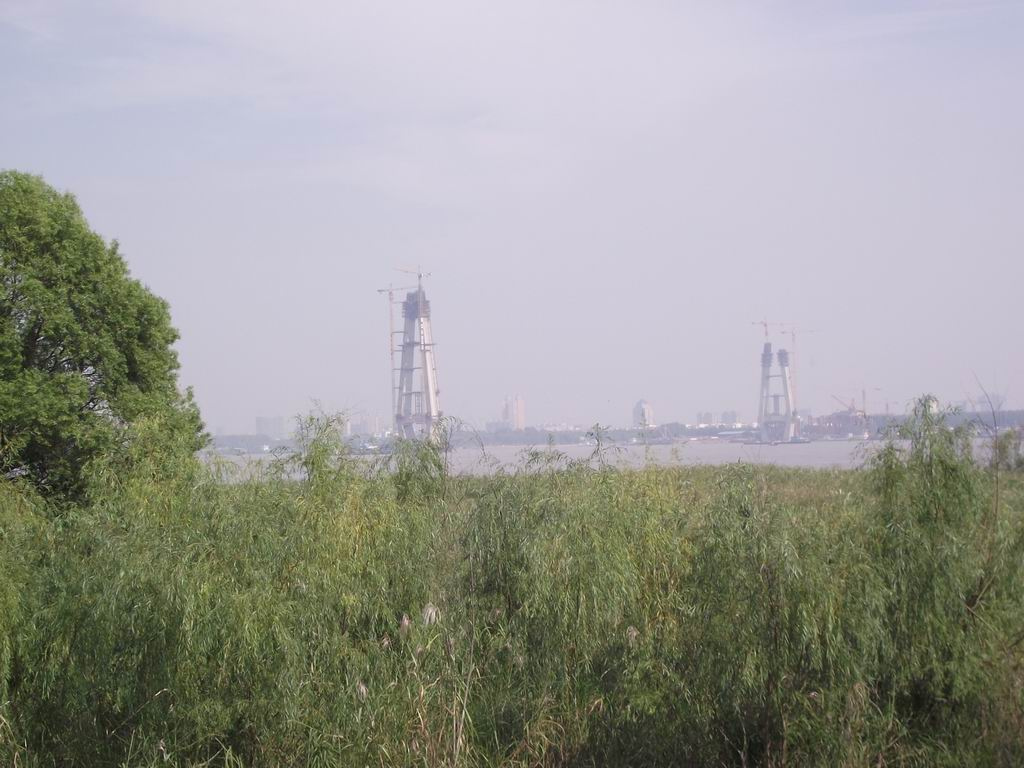
施工中的二七大桥，2011年3月
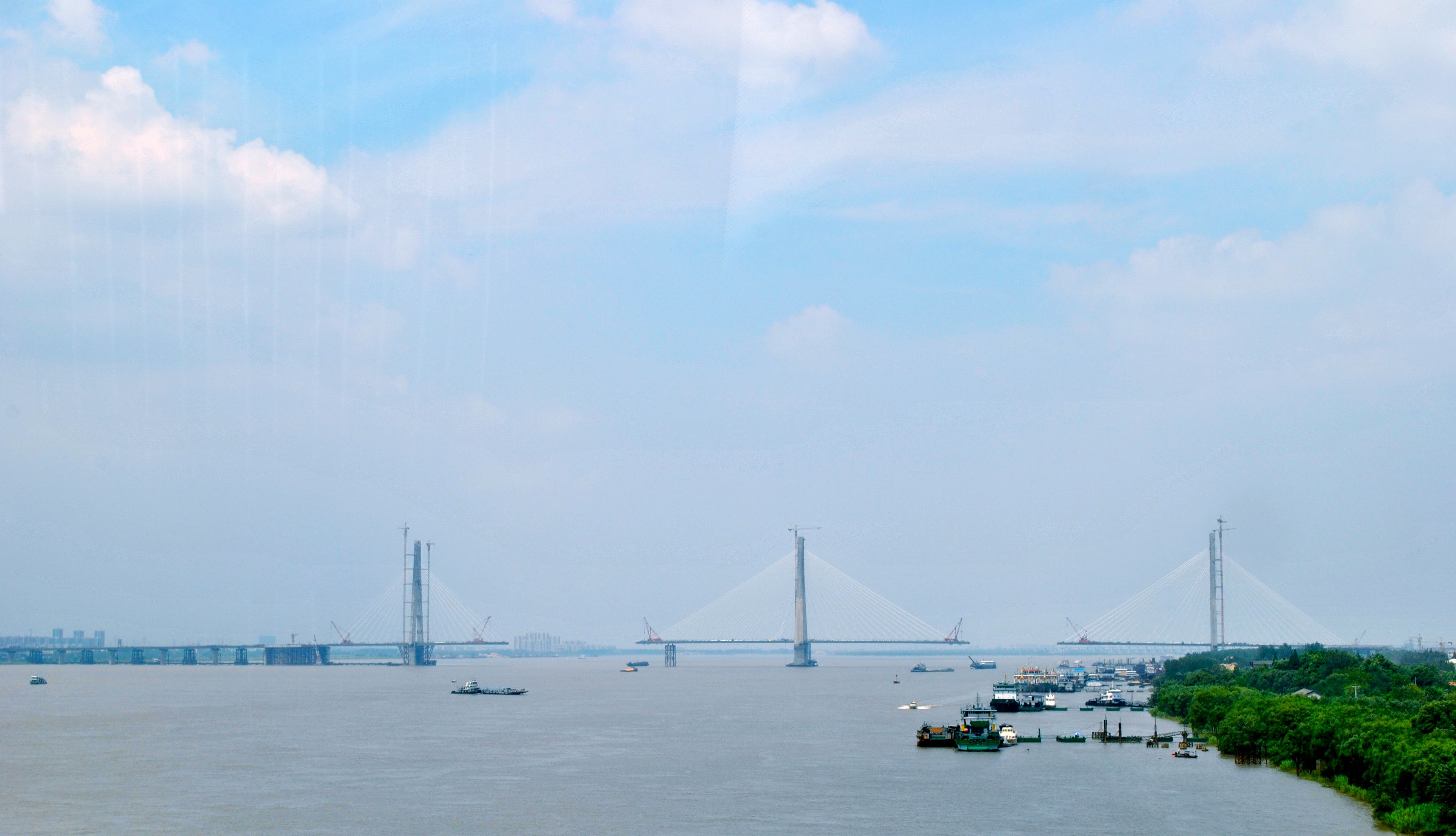
施工中的二七大桥，2011年7月
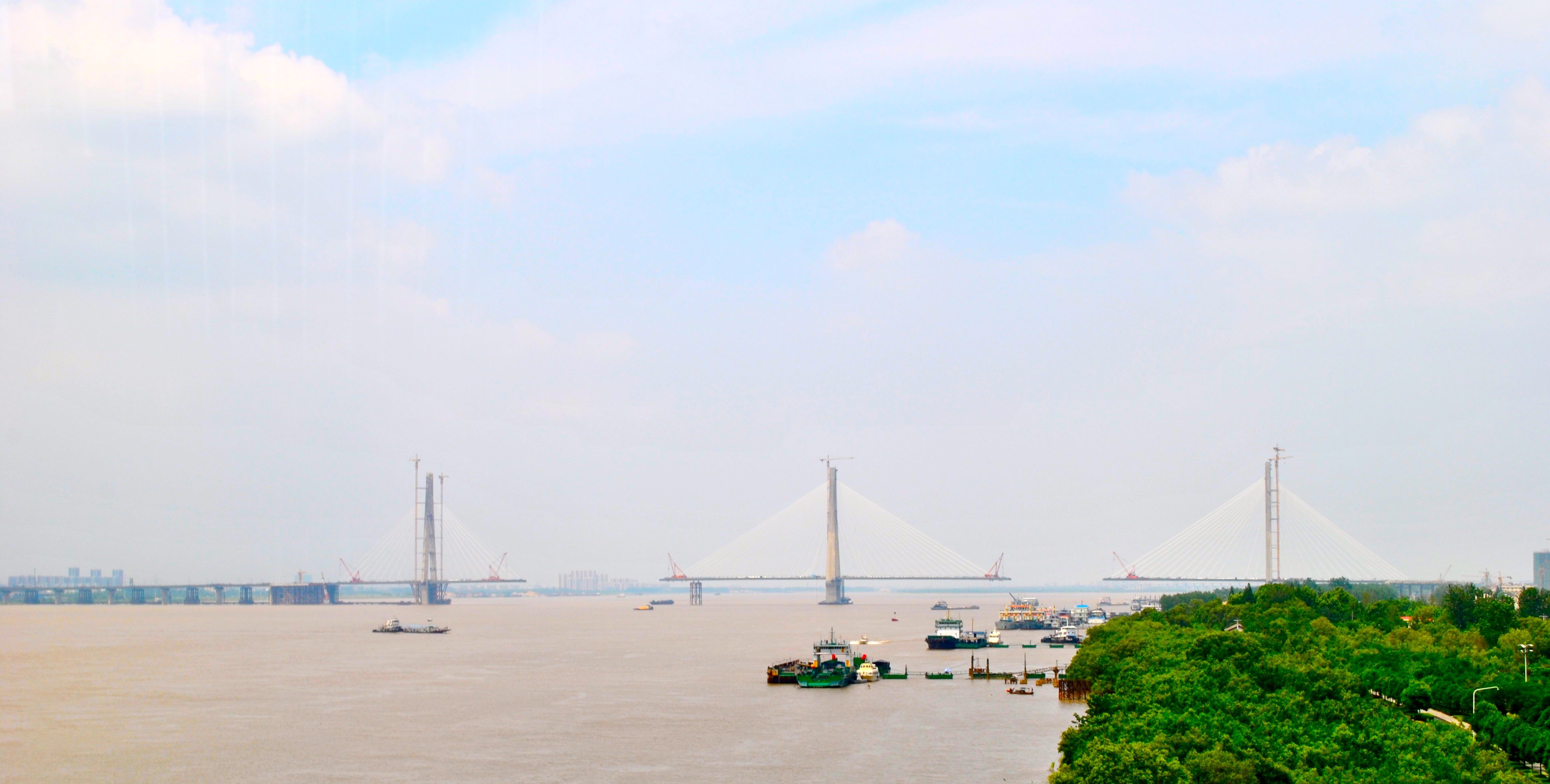
施工中的二七大桥，2011年7月
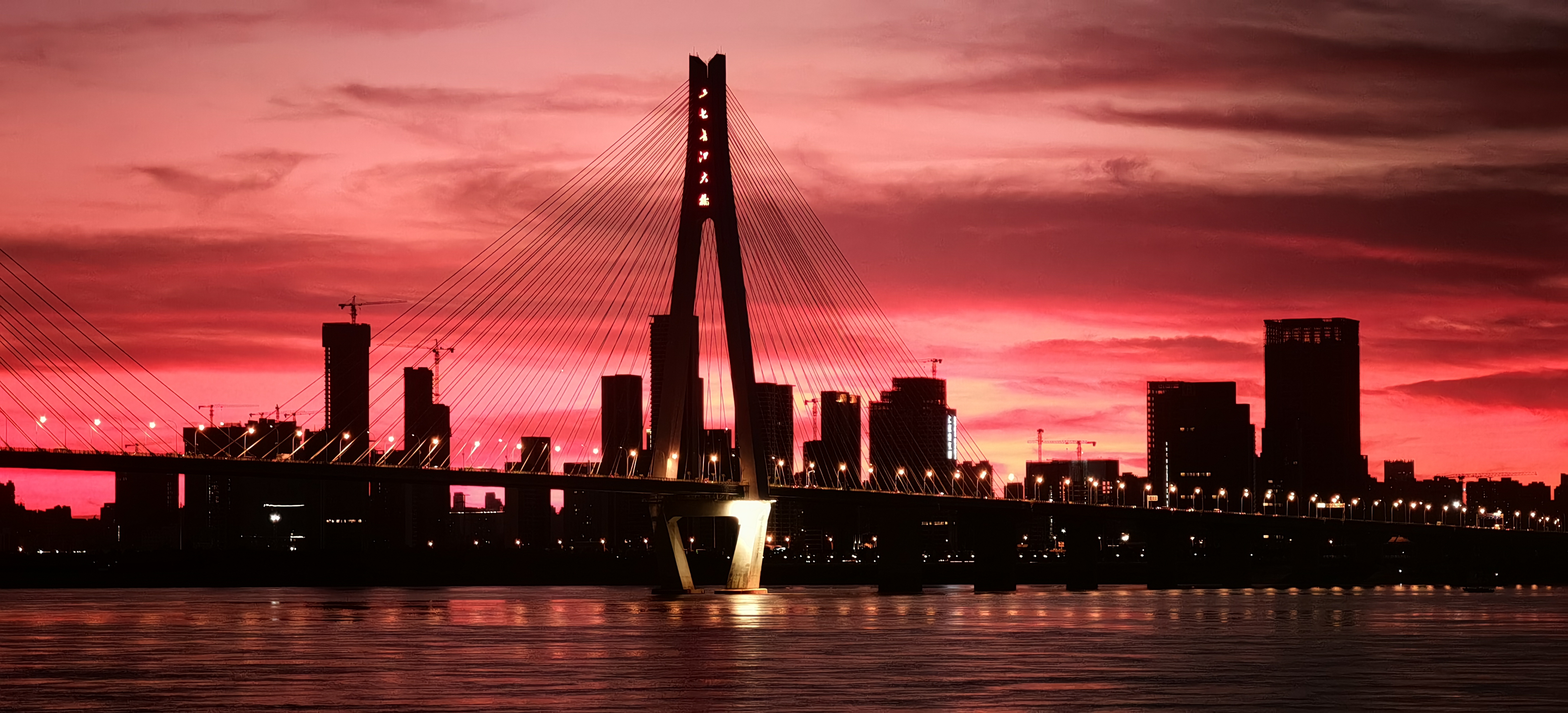
傍晚的二七大桥（由青山江滩眺望汉口方向），2022年8月